# Зарафшан

Зарафшанская телебашня

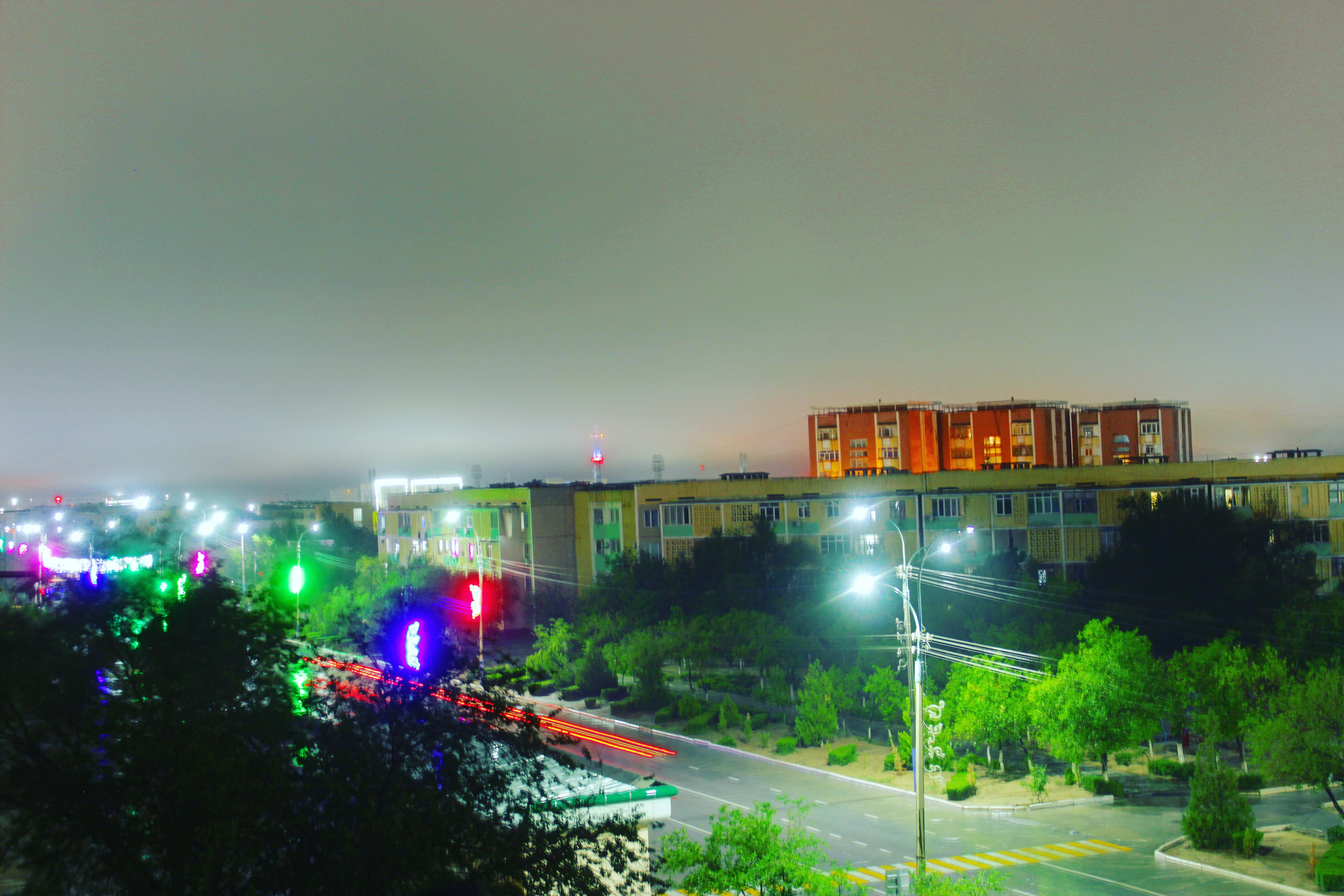

Зарафша́н (узб. Zarafshon / Зарафшон — «золотоносный») — город в Навоийской области Узбекистана. 
Население — более 85 100 человек.

## История

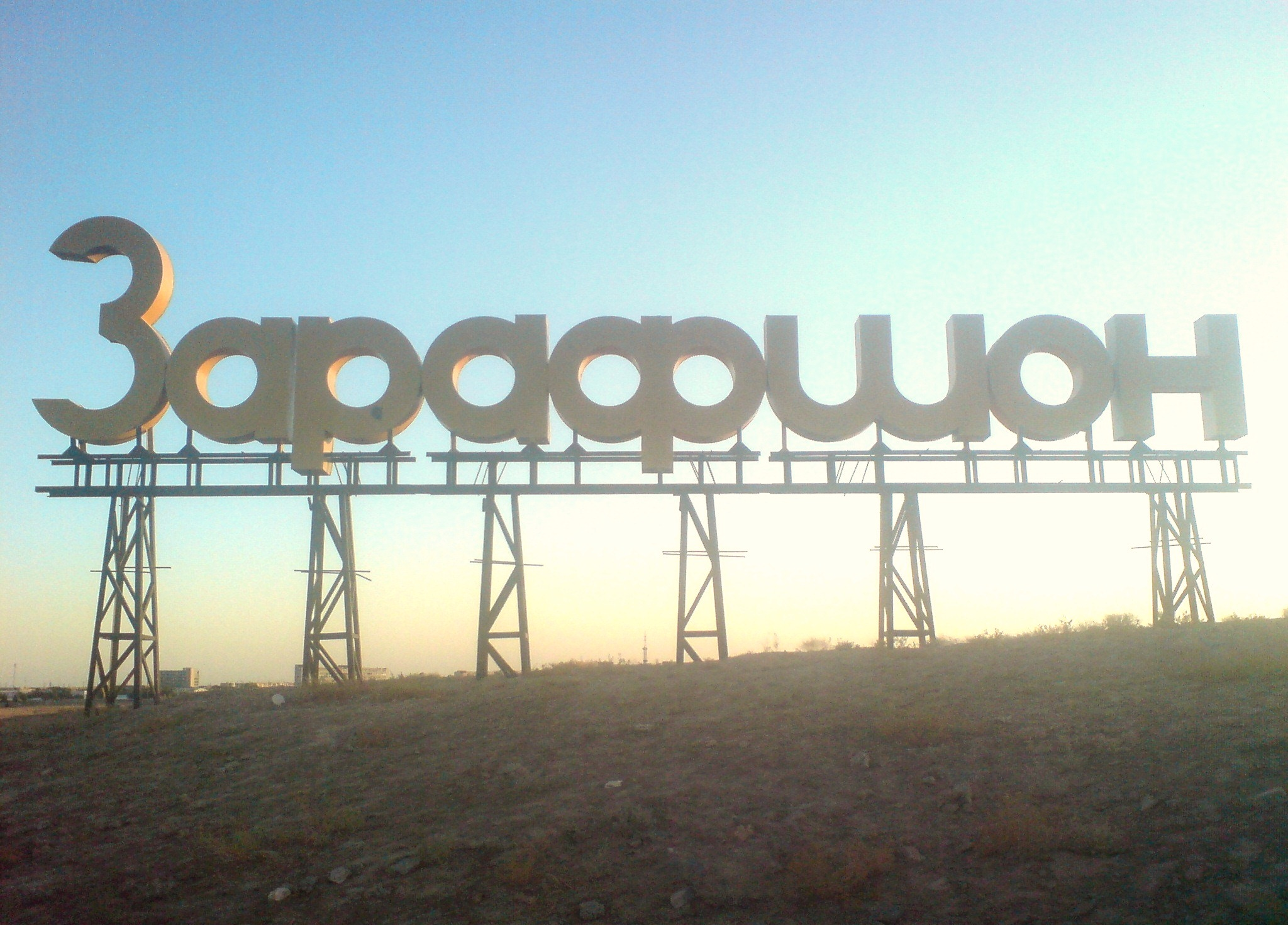
Въезд в город.

В 1958 году геолого-разведочная партия из Самарканда начала исследования региона (гор Букантау, Тамдытау и Мурунтау, пустыни Кызылкум). После находок месторождения золота и урана в этом регионе Минсредмашем СССР был срочно отдан приказ о развитии региона в Кызылкумах и превращении его в крупный горнодобывающий и промышленный центр.
Строительство города началось в начале 1960-х годов и продолжалось вплоть до распада СССР, 1965 год считается официальным годом основания города. 16 января 1967 года Зарафшан получил статус посёлка городского типа. На период распада СССР город насчитывал 12 микрорайонов с типовыми советскими (3-, 4-, 5-, 7- и 9-этажными) домами. В городе насчитывалось 8 общеобразовательных школ и 21 детский сад.
Изначально город создавался для проживания работников, обслуживающих промышленные объекты по добыче золота, находящиеся на месторождении Мурунтау и промышленной площадки «Бессопан» и входящими в состав Навоийского горно-металлургического комбината. Добыча золота на месторождении Мурунтау составляла приблизительно 30 % от общей добычи золота в СССР.
В советский период безостановочно разрабатывалось золоторудное месторождение. Рабочих набирали со всего Советского Союза, и лишь немногие уезжали обратно.
Зарафшан стал третьим промышленным городом в Навоийской области, после Учкудука и Навои, построенным в связи с созданием в области в конце 50-х начале 60-х годов градообразующих предприятий (Навоийский горно-металлургический комбинат и Навоиазот).
В городе Зарафшане находится самое крупное подразделение Навоийского горно-металлургического комбината, это Центральное рудоуправление, в состав которого на сегодняшний день входит 29 основных и вспомогательных подразделений. Основной задачей Центрального рудоуправления является разработка месторождений драгоценных металлов (золото, серебро) и их добыча.
После обретения независимости Узбекистаном в 1991 году, в городе и прилегающих к нему промышленных площадках продолжали создаваться новые предприятия и новые промышленные объекты комбината, такие как:
- Рудник «ЦКВЗ»;
- Рудник «Ауминзо-Амантой»;
- Гидрометаллургический завод № 5;
- Гидрометаллургический завод № 7;
- Кызылкумский фосфоритный комплекс;
- Трикотажная фабрика «Агама» и другие.

Сам город за годы независимости (с 1991 г.) тоже значительно изменился и расширил свои границы, в отличие от многих других моногородов СССР, созданных для обслуживания градообразующих предприятий.
Большая часть жителей города работают в подразделениях и на промышленных объектах Навоийского горно-металлургического комбината и в связи с созданием новых предприятий и промышленных объектов и необходимости привлечения новой рабочей силы население города постоянно увеличивается за счёт приезжающих из других регионов в поиске работы граждан Республики Узбекистан. На сегодняшний день[когда?]

 население города составляет более 100 000 человек.

## География
Город расположен в центральной части пустыни Кызылкум, в 30 км от крупнейшего в республике месторождения золота «Мурунтау».

## Промышленность
- Центральное рудоуправление Государственного предприятия «НГМК» (добыча золота, серебра, нерудных строительных материалов).
- ООО «Кызылкумский фосфоритный комплекс» АО «Узхимпром» (добыча фосфоритного концентрата)
- Зарафшанское управление строительства Государственного предприятия «НГМК» (строительство),
- ПТФ «Агама» Государственного предприятия «НГМК» (производство одежды).

## Инфраструктура
В городе имеются уникальная водоподающая система из Амударьи (около 250 км труб с постоянным контролем), 12 микрорайонов жилых домов улучшенной планировки по архитектурным проектам советского периода, 2 микрорайона на стадии строительства, культурные (дом культуры, творческие центры), спортивные (стадион, бассейн, спортзалы и спорткомплексы), торговые (магазины, базары, торговые центры), медицинские и прочие общественные учреждения, искусственная растительность и красивые парки.

## Спорт
В последнее время[когда?]

 в Зарафшане проходило множество спортивных состязаний: чемпионат Азии по пауэрлифтингу (в 2003 году), международный турнир по парусному спорту среди стран СНГ и многие другие соревнования. Только в 2004 году в Зарафшане было проведено 150 спортивных мероприятий разного уровня.
Спортсмены Зарафшана в отдельных видах спорта достигли высоких показателей. Пловцы выступали на Олимпийских играх, а мотокроссмены удерживали лидерство в республиканских соревнованиях.
Команда по пауэрлифтингу — участница многих чемпионатов мира, добивается значительных результатов, завоёвывая самые высокие награды.
Команда по парусному спорту участвует во многих международных соревнованиях и всегда находится на лидирующих позициях.
Футбольный клуб «Кызылкум» с 2000 года выступает в Высшей лиге Узбекистана (наивысшее достижение — 3-е место в сезоне-2002).

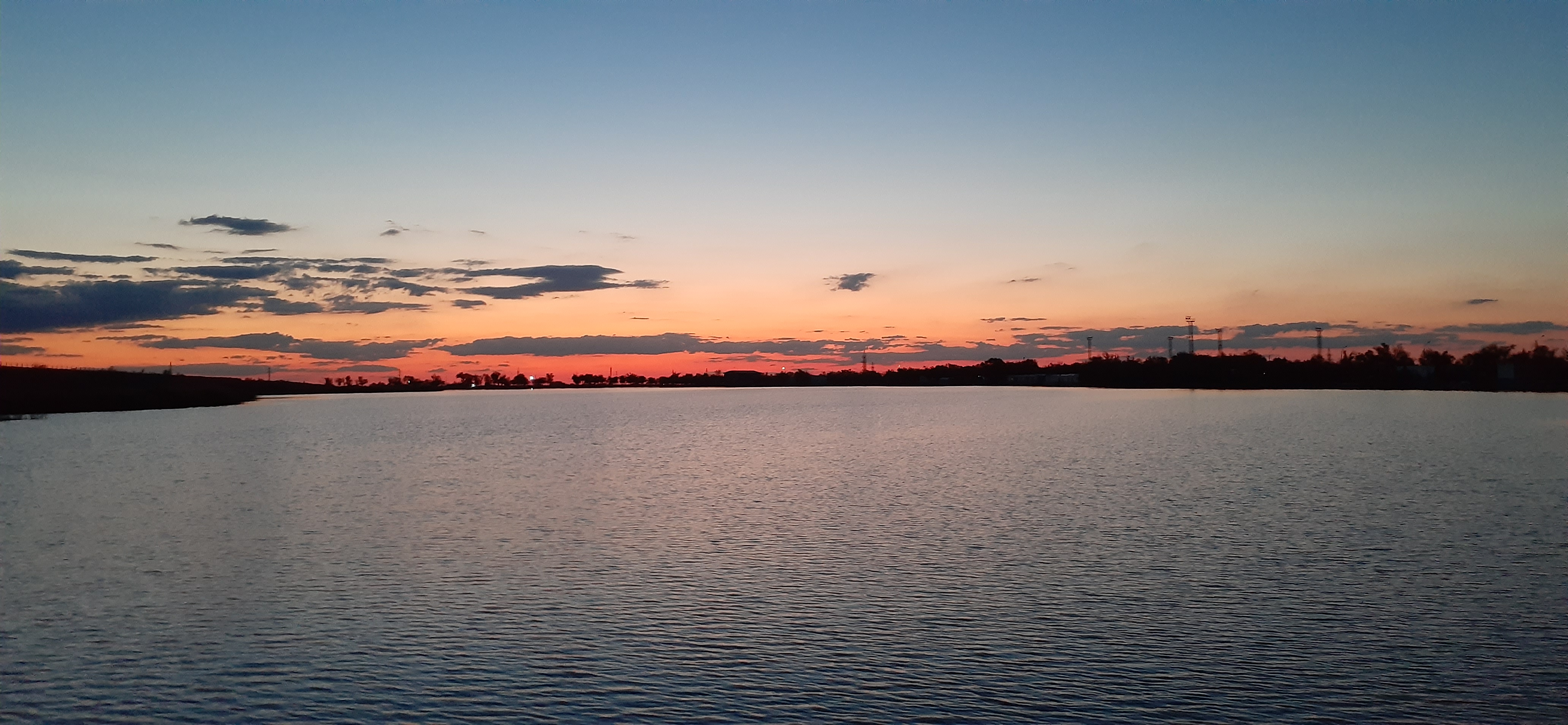

Большой популярностью пользовалась секция парашютного спорта (прекратила своё существование). На счету у команды парашютистов «Зар-Дан» немало наград, призов и дипломов. В соревнованиях за Кубок СНГ зарафшанские спортсмены вошли в тройку сильнейших.